# Fisklösen, Dalsland
Fisklösen är en sjö i Färgelanda kommun i Dalsland och ingår i Göta älvs huvudavrinningsområde.